# Igor Dodon
Igor Dodon, ros. Игорь Николаевич Додон, trb. Igor Nikołajewicz Dodon (ur. 18 lutego 1975 w Sadova w rejonie Călărași) – mołdawski polityk i ekonomista, minister gospodarki i handlu w latach 2006–2009, od 2008 do 2009 jednocześnie wicepremier, parlamentarzysta, lider Partii Socjalistów Republiki Mołdawii (PSRM), od 2016 do 2020 prezydent Mołdawii.

## Życiorys
Studiował ekonomię na Państwowym Uniwersytecie Rolniczym Mołdawii, następnie kształcił się na Akademii Nauk Ekonomicznych w Mołdawii, gdzie uzyskał stopień naukowy doktora. Pracował jako nauczyciel akademicki, a także w instytucjach państwowych i w przedsiębiorstwach.
Był członkiem Partii Komunistów Republiki Mołdawii (PCRM). W maju 2005 objął stanowisko wiceministra gospodarki i handlu. Od września 2006 do września 2009 sprawował urząd ministra w tym resorcie w gabinetach, którymi kierowali Vasile Tarlev i Zinaida Greceanîi. Od marca 2008 jednocześnie pełnił funkcję pierwszego wicepremiera.
W obu wyborach w 2009, następnie w 2010 i w 2014 Igor Dodon uzyskiwał mandat posła do Parlamentu Republiki Mołdawii. W czerwcu 2011 bez powodzenia ubiegał się o urząd primara (prezydenta miasta) Kiszyniowa – z wynikiem 49,4% przegrał z Dorinem Chirtoacă. W listopadzie 2011 wystąpił z PCRM, dołączył do prorosyjskiej Partii Socjalistów Republiki Mołdawii, obejmując w grudniu tegoż roku funkcję jej przewodniczącego. Wraz z dwójką wspierających go posłów komunistycznych poparł w marcu 2012 kandydaturę Nicolae Timoftiego na urząd prezydenta, co pozwoliło na dokonanie wyboru i zakończenie blisko trzyletniego kryzysu związanego z niemożnością wyłonienia przez parlament głowy państwa.
W listopadzie 2014 kierowani przez Igora Dodona socjaliści zwyciężyli w kolejnych wyborach parlamentarnych. W 2016 wystartował w pierwszych od 1996 bezpośrednich wyborach prezydenckich. W pierwszej turze z 30 października 2016 zajął pierwsze miejsce z wynikiem blisko 48% głosów, przechodząc do drugiej tury wraz z kandydatką centroprawicy Maią Sandu. W drugiej turze z 13 listopada 2016 został wybrany na urząd prezydenta, otrzymując blisko 52,2% głosów. Zaprzysiężony na to stanowisko został 23 grudnia 2016. W tym samym miesiącu na funkcji przewodniczącego partii zastąpiła go Zinaida Greceanîi.
Jako prezydent wchodził w konflikt z rządem zdominowanym przez Demokratyczną Partię Mołdawii, odmawiając podpisywania uchwalanych przez parlament ustaw. Sąd Konstytucyjny kilkakrotnie zawieszał go krótkotrwale w pełnieniu obowiązków, zawieszenie to ustawało po podpisaniu ustawy przez przewodniczącego parlamentu. W czerwcu 2019, kilka miesięcy po wyborach, doszło w Mołdawii do kryzysu politycznego. Prezydenccy socjaliści porozumieli się z centroprawicową koalicją ACUM Platforma DA și PAS, tworząc sojusz przeciwko Demokratycznej Partii Mołdawii. 8 czerwca parlament głosami posłów tych ugrupowań powołał Maię Sandu na urząd nowego premiera Mołdawii, a Igor Dodon niezwłocznie dokonał zaprzysiężenia członków rządu. Ugrupowanie dotychczasowego premiera nie uznało tych decyzji. Następnego dnia Sąd Konstytucyjny, wskazując, że rząd mógł być powołany najpóźniej 7 czerwca 2019, zawiesił prezydenta, a Pavel Filip został wyznaczony do pełnienia obowiązków głowy państwa. Odwołany premier ustąpił jednak 14 czerwca 2019.
W 2020 wystartował w kolejnych wyborach prezydenckich, w pierwszej turze zajął drugie miejsce wśród ośmiu kandydatów z wynikiem 32,6% głosów. Przeszedł do drugiej tury, w której jego konkurentką ponownie została Maia Sandu. W drugiej turze wyborów, która odbyła się 15 listopada 2020, przegrał z Maią Sandu, zdobywając 42,3% głosów. Zakończył urzędowanie 24 grudnia 2020. W tym samym miesiącu powrócił na funkcję przewodniczącego PSRM. W wyborach w 2021 ze wspólnej listy komunistów i socjalistów ponownie został wybrany na deputowanego. W grudniu tegoż roku PSRM w ramach reorganizacji zlikwidowała zajmowane przez niego stanowisko przewodniczącego partii. W kwietniu 2023 Igor Dodon został natomiast sekretarzem wykonawczym socjalistów. W marcu 2024 ponownie objął przywróconą funkcję przewodniczącego partii.

## Odznaczenia
Odznaczony Orderem Sławy Pracy.